# マルコ・ラゼティッチ
マルコ・ラゼティッチ（セルビア語: Марко Лазетић, ラテン文字転写: Marko Lazetić、2004年1月22日 - ）は、セルビアのサッカー選手。アバディーンFC所属。ポジションはフォワード。
叔父のニコラ・ラゼティッチとジャルコ・ラゼティッチも元サッカー選手である。

## 経歴

### レッドスター・ベオグラード
2020年11月29日のセルビア・スーペルリーガ、FKラド・ベオグラード戦に出場し16歳10ヶ月7日でトップチームデビューを果たした。2021年7月28日のUEFAチャンピオンズリーグ 2021-22 予選、FCカイラト戦に出場し17歳6ヶ月6日で国際大会デビューを果たし、同年10月16日のセルビア・スーペルリーガ、FKコルバラ戦では17歳8ヶ月24日でトップチーム初ゴールを決めた。

### ACミラン
2022年1月27日、セリエAのACミランと2026年6月30日までの契約を締結した。
2023年2月3日、ブンデスリーガ (オーストリア)のSCラインドルフ・アルタッハへ6月30日までの期限付きレンタル移籍。
2023年8月24日、エールディヴィジのフォルトゥナ・シッタートへ2024年6月30日までの期限付きレンタル移籍が発表された。
2024年7月1日、セルビア・スーペルリーガのFK TSCへ2025年6月30日までの期限付きレンタル移籍となった。
2025年7月1日、レンタル移籍終了によりミラン・フトゥーロへ一時加入も、8月18日、アバディーンFCへ完全移籍した。